# Kohima (Distrikt)

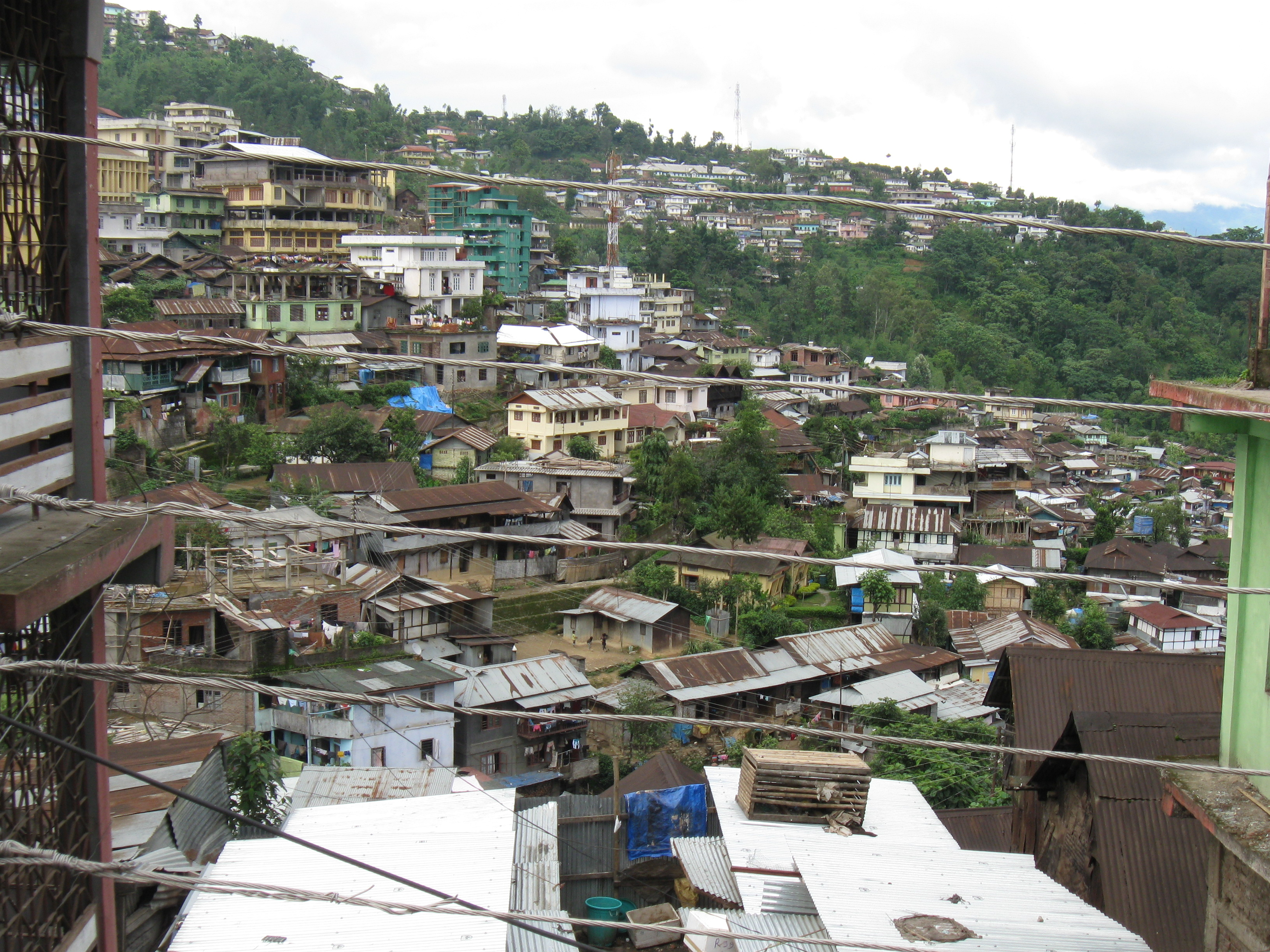
Stadt Kohima

Kohima ist ein Distrikt im Zentrum des nordostindischen Bundesstaates Nagaland.
Die Fläche beträgt 1463 km². Sitz der Verwaltung ist die gleichnamige Stadt Kohima. Im Distrikt befindet sich das Verwaltungszentrum von Nagaland.

## Bevölkerung
Nach der Volkszählung 2011 hat der Distrikt Kohima 267.988 Einwohner. Bei 183 Einwohnern pro Quadratkilometer ist der Distrikt dicht besiedelt. Der Distrikt ist überwiegend ländlich geprägt. Von den 267.988 Bewohnern wohnen 146.900 Personen (54,82 %) auf dem Land und 121.088 Menschen in städtischen Gemeinden.
Der Distrikt Kohima gehört zu den Gebieten Indiens, die mehrheitlich von Angehörigen der „Stammesbevölkerung“ (scheduled tribes) besiedelt sind. Zu ihnen gehörten (2011) 224.738 Personen (91,32 Prozent der Distriktsbevölkerung). Es gibt keinen einzigen Dalit (scheduled castes) im Distrikt.
Von den Bewohnern sind 215.925 Personen (80,57 Prozent der Bewohner) im Distrikt geboren. Insgesamt 19.601 Personen wurden in anderen indischen Bundesstaaten geboren (darunter 7.179 Personen in Assam, 4.579 Personen in Manipur und 3.484 Personen in Bihar). Von den 2.003 im Ausland geborenen Personen sind 1.885 aus Nepal und nur 47 Personen aus den nahe gelegenen Staaten Bangladesch und Myanmar.

### Bevölkerungsentwicklung
Wie überall in Indien wächst die Einwohnerzahl im Distrikt Kohima seit Jahrzehnten stark an. Die Zunahme betrug in den Jahren 2001–2011 21,7 Prozent (21,72 %). In diesen zehn Jahren nahm die Bevölkerung um fast 48.000 Menschen zu. Ab 1960 setzte eine starke Zuwanderung in das damals dünn besiedelte Gebiet ein. Dies führte zu einem Bevölkerungswachstum von 546 % in nur 50 Jahren. Die Entwicklung verdeutlicht folgende Tabelle:

### Bedeutende Orte
Im Distrikt gibt es mit dem Distrikthauptort Kohima und seinem Vorort Kohima Village zwei Orte mit mehr als 10000 Einwohnern. Tseminyu ist ein weiterer Ort, der ebenfalls als Stadt (notified town) gilt.

### Bevölkerung des Distrikts nach Geschlecht
Der Distrikt hatte – für Indien üblich – stets deutlich mehr männliche als weibliche Einwohner. Wegen der starken Zuwanderung lag der Männerüberschuss längere Zeit über dem indischen Durchschnitt. Doch hat sich dies in den letzten Jahren normalisiert. Bei den jüngsten Bewohnern (unter 7 Jahren) liegen die Anteile bei 50,37 % männlichen zu 49,63 % weiblichen Geschlechts.
| Verteilung der Bevölkerung nach Geschlecht im Distrikt Kohima |                   |                   |                   |                   |                   |                   |                   |                   |                   |                   |                   |                   |
|                                                               | Volkszählung 1961 | Volkszählung 1961 | Volkszählung 1971 | Volkszählung 1971 | Volkszählung 1981 | Volkszählung 1981 | Volkszählung 1991 | Volkszählung 1991 | Volkszählung 2001 | Volkszählung 2001 | Volkszählung 2011 | Volkszählung 2011 |
| Anzahl                                                        | Anteil            | Anzahl            | Anteil            | Anzahl            | Anteil            | Anzahl            | Anteil            | Anzahl            | Anteil            | Anzahl            | Anteil            |                   |
| GESAMT                                                        | 41.501            | 100 %             | 63.077            | 100 %             | 97.169            | 100 %             | 154.145           | 100 %             | 220.168           | 100 %             | 267.988           | 100 %             |
| Männer                                                        | 22.266            | 53,65 %           | 35.259            | 55,90 %           | 52.855            | 54,39 %           | 82.371            | 53,44 %           | 116.025           | 52,70 %           | 138.966           | 51,85 %           |
| Frauen                                                        | 19.235            | 46,35 %           | 27.818            | 44,10 %           | 44.314            | 45,61 %           | 71.774            | 46,56 %           | 104.143           | 47,30 %           | 129.022           | 48,15 %           |

### Bevölkerung des Distrikts nach Sprachen
Die Bevölkerung des Distrikts Kohima ist sprachlich sehr gemischt. Verschiedene Angamidialekte werden von insgesamt 121.517 Personen (45,34 Prozent der Bevölkerung) gesprochen. Hauptsprache darunter ist Angami mit 25.036 Sprechern. Danach folgt mit weitem Abstand Rengma. Insgesamt neun Sprachen werden von mindestens 1 % Der Bevölkerung gesprochen. Die weitverbreitetsten Sprachen zeigt die folgende Tabelle:
| Jahr                                   | Rengma | Rengma | Angami | Angami | Ao     | Ao   | Nepali | Nepali | Lotha | Lotha | Bengali | Bengali | Hindi | Hindi | Mao   | Mao  | Chakhesang | Chakhesang | Gesamt  | Gesamt   |
| Jahr                                   | Zahl   | %      | Zahl   | %      | Zahl   | %    | Zahl   | %      | Zahl  | %     | Zahl    | %       | Zahl  | %     | Zahl  | %    | Zahl       | %          | Zahl    | %        |
| -------------------------------------- | ------ | ------ | ------ | ------ | ------ | ---- | ------ | ------ | ----- | ----- | ------- | ------- | ----- | ----- | ----- | ---- | ---------- | ---------- | ------- | -------- |
| 2011                                   | 57.728 | 21,54  | 25.036 | 9,34   | 13.277 | 4,95 | 9.821  | 3,66   | 6.304 | 2,35  | 5.218   | 1,95    | 4.821 | 1,80  | 3.971 | 1,48 | 3.272      | 1,22       | 267.988 | 100,00 % |
| Quelle: Ergebnis der Volkszählung 2011 |        |        |        |        |        |      |        |        |       |       |         |         |       |       |       |      |            |            |         |          |

### Bevölkerung des Distrikts nach Bekenntnissen
Die tibetoburmanischen Bewohner sind in den letzten 100 Jahren fast gänzlich zum Christentum übergetreten. Die bedeutendsten Gemeinschaften innerhalb des Christentums sind die Baptisten, Presbyterianer (Reformierte) und Katholiken. Die Hindus und Muslime bilden religiöse Minderheiten und sind hauptsächlich Zugewanderte aus anderen Regionen Indiens. Die genaue religiöse Zusammensetzung der Bevölkerung zeigt folgende Tabelle:
| Jahr                                   | Buddhisten | Buddhisten | Christen | Christen | Hindus | Hindus | Jainas | Jainas | Muslime | Muslime | Sikhs | Sikhs | Andere | Andere | keine Angaben | keine Angaben | Gesamt  | Gesamt   |
| Jahr                                   | Zahl       | %          | Zahl     | %        | Zahl   | %      | Zahl   | %      | Zahl    | %       | Zahl  | %     | Zahl   | %      | Zahl          | %             | Zahl    | %        |
| -------------------------------------- | ---------- | ---------- | -------- | -------- | ------ | ------ | ------ | ------ | ------- | ------- | ----- | ----- | ------ | ------ | ------------- | ------------- | ------- | -------- |
| 2011                                   | 1.519      | 0,57       | 234.955  | 87,67    | 25.496 | 9,51   | 80     | 0,03   | 4.384   | 1,64    | 998   | 0,37  | 335    | 0,13   | 221           | 0,08          | 267.988 | 100,00 % |
| Quelle: Ergebnis der Volkszählung 2011 |            |            |          |          |        |        |        |        |         |         |       |       |        |        |               |               |         |          |

## Bildung
Dank bedeutender Anstrengungen ist die Alphabetisierung in den letzten Jahrzehnten stark gestiegen. Im städtischen Bereich können neun von zehn Personen lesen und schreiben. Auf dem Land können rund 81 Prozent lesen und schreiben. Typisch für indische Verhältnisse sind die starken Unterschiede zwischen den Geschlechtern und der Stadt-/Landbevölkerung.
| Alphabetisierung im Distrikt Kohima    |                   |                   |
| Einheit                                | Volkszählung 2011 | Volkszählung 2011 |
| Einheit                                | Anzahl            | Anteil            |
| GESAMT                                 | 197.489           | 85,23 %           |
| Männer                                 | 107.038           | 88,69 %           |
| Frauen                                 | 90.451            | 81,48 %           |
| STADT GESAMT                           | 95.505            | 90,09 %           |
| Stadt-Männer                           | 50.767            | 92,26 %           |
| Stadt-Frauen                           | 44.738            | 87,74 %           |
| LAND GESAMT                            | 101.984           | 81,14 %           |
| Land-Männer                            | 56.271            | 85,70 %           |
| Land-Frauen                            | 45.713            | 76,15 %           |
| Quelle: Ergebnis der Volkszählung 2011 |                   |                   |

## Verwaltungsgliederung
Der Distrikt war bei der letzten Volkszählung 2011 in acht Circles (Kreise) aufgeteilt.
| Bevölkerung in den Circles |        |         |              |              |         |         |         |         |              |              |             |             |          |          |        |         |
|                            | Botsa  | Botsa   | Chiephobozou | Chiephobozou | Jakhama | Jakhama | Kezocha | Kezocha | Kohima Sadar | Kohima Sadar | Sechu-Zubza | Sechu-Zubza | Tseminyu | Tseminyu | Tsogin | Tsogin  |
| Anzahl                     | Anteil | Anzahl  | Anteil       | Anzahl       | Anteil  | Anzahl  | Anteil  | Anzahl  | Anteil       | Anzahl       | Anteil      | Anzahl      | Anteil   | Anzahl   | Anteil |         |
| GESAMT                     | 6.695  | 100 %   | 19.692       | 100 %        | 34.056  | 100 %   | 16.467  | 100 %   | 116.870      | 100 %        | 17.369      | 100 %       | 51.314   | 100 %    | 5.525  | 100 %   |
| Männer                     | 3.346  | 49,98 % | 10.400       | 52,81 %      | 17.626  | 51,76 % | 9.256   | 56,21 % | 60.551       | 51,81 %      | 9.577       | 55,14 %     | 25.382   | 49,46 %  | 2.828  | 51,19 % |
| Frauen                     | 3.349  | 50,02 % | 9.292        | 47,19 %      | 16.430  | 48,24 % | 7.211   | 43,79 % | 56.319       | 48,19 %      | 7.792       | 44,86 %     | 25.932   | 50,54 %  | 2.697  | 48,81 % |
| Stadt                      | 0      | 0 %     | 0            | 0 %          | 0       | 0 %     | 0       | 0 %     | 114.773      | 98,21 %      | 0           | 0 %         | 6.315    | 12,31 %  | 0      | 0 %     |
| Land                       | 6.695  | 100 %   | 19.692       | 100 %        | 34.056  | 100 %   | 16.467  | 100 %   | 2.097        | 1,79 %       | 17.369      | 100 %       | 44.999   | 87,69 %  | 5.525  | 100 %   |